# Reino da Sérvia
O Reino da Sérvia foi um Estado balcânico criado a partir do Principado da Sérvia em 23 de março de 1882, compreendendo parte do território da atual Sérvia e o território da atual Macedônia do Norte.

## História
O Reino da Sérvia foi criado quando o príncipe Milan Obrenović, que governava o Principado da Sérvia, foi coroado rei em 1882. O principado, suserano ao Império Otomano, havia expulsado as tropas otomanas em 1867 garantindo sua independência de facto em 1878. O Congresso de Berlim reconheceu formalmente a independência do Principado da Sérvia.
O Reino da Sérvia se envolveu em várias guerras, incluindo a Guerra Servo-Búlgara em 1885, e as Guerras dos Balcãs entre 1912 e 1913. Em 1914, o Reino da Sérvia conseguiu a primeira vitória aliada na Primeira Guerra Mundial, mas em 1915, foi ocupada por Alemanha, Bulgária e Áustria-Hungria. Após o fim da guerra, o Reino da Sérvia se juntou ao Reino de Montenegro e ao Estado dos Eslovenos, Croatas e Sérvios,para formar o Reino dos Sérvios, Croatas e Eslovenos, que acabaria mudando de nome para Reino da Iugoslávia em 1929.
Embora sua existência tenha sido relativamente curta, o Reino da Sérvia foi governado por duas dinastias, a Casa de Obrenović e a Casa de Karađorđević. O rei Milan I governou de 6 de março de 1882 até 6 de março de 1889, quando abdicou do trono. Ele foi sucedido por seu filho, Aleksandar, que governou de 6 de março de 1889 a 11 de junho de 1903, quando foi deposto e morto por um grupo de oficiais militares. Petar Karađorđević assumiu em 15 de junho de 1903, e ficou no poder até 1 de dezembro de 1918, quando o Reino dos Sérvios, Croatas e Eslovenos foi formado.

## Mapas

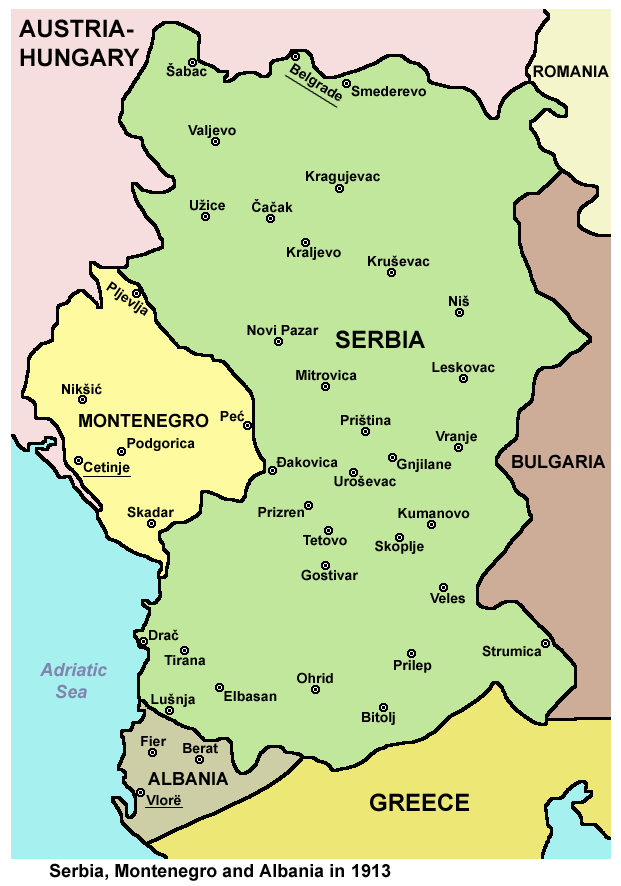
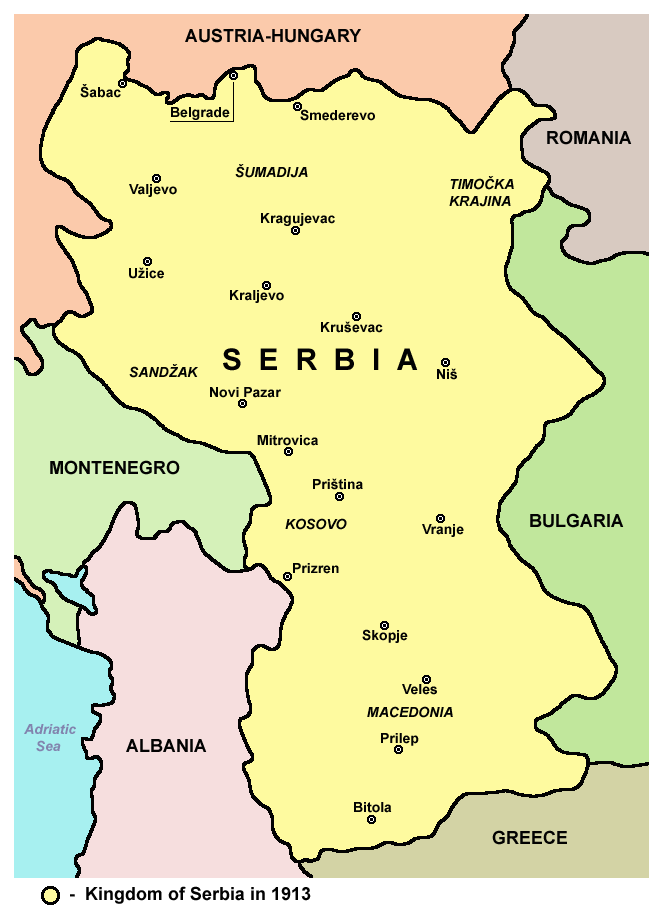
Reino da Sérvia em 1913, após as Guerras Balcânicas
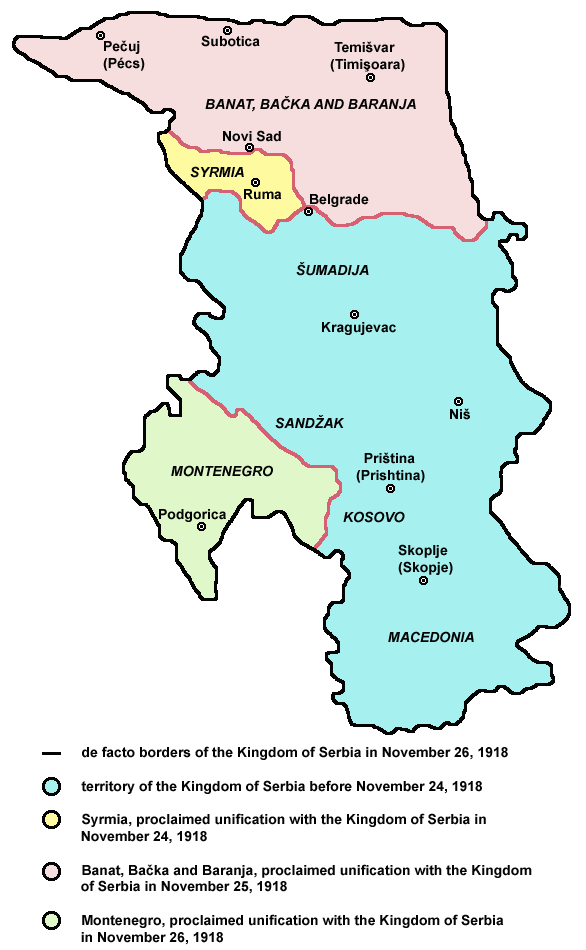
Território do Reino da Sérvia em 1918